# Nederlands B-voetbalelftal (mannen)
Het Nederlands B voetbalelftal was een team van voetballers die in aanmerking konden komen voor het Nederlands voetbalelftal (mannen), maar vanwege diverse redenen geen deel uitmaakte hiervan. Het team speelde onder toezicht van de bondscoach internationale wedstrijden waarin de spelers moesten bewijzen in aanmerking te konden komen voor het nationale A-elftal. Het team was zeer onregelmatig actief.
Nederland B gaf de mogelijkheid om spelers een potentiële kans te (blijven) bieden zich internationaal te ontwikkelen en het nationale elftal te bereiken. Dit waren bijvoorbeeld spelers die Nederland –21 ontgroeid waren of afvallers van het Nederlands elftal. Omdat Nederland B onderdeel was van het Nederlands voetbalelftal, mocht het niet deelnemen aan officiële competities.

## Geschiedenis
De geschiedenis van Nederland B gaat terug tot voor de Tweede Wereldoorlog. In de jaren 30 werden er al wedstrijden van Nederland B gespeeld.
In februari 1989 kwam Nederland B in actie tegen Frankrijk B. Het team van toenmalig bondscoach Nol de Ruiter verloor met 1–0. Sindsdien werd er een lange tijd geen beroep meer gedaan op het Nederlands B elftal.
Na bijna 20 jaar besloot de KNVB op 24 oktober 2008 dit team opnieuw leven in te blazen. Johan Neeskens werd aangesteld als bondscoach. De eerste wedstrijd voor Nederland B stond gepland voor 19 november 2008, in een thuiswedstrijd tegen Zweden –21 werd er met 0-3 verloren. Per juli 2009 stopte Nederland B weer en ging Jong Oranje weer van start.

## Coaches
- 1930–1970: Niet bekend
- 000001978:  Jan Zwartkruis (1 wedstrijd)
- 000001978:  Ron Groenewoud (1 wedstrijd)
- 000001980:  Rob Baan (1 wedstrijd)
- 000001981:  Ron Groenewoud (3 wedstrijden)
- 000001981:  Rob Baan (1 wedstrijd)
- 000001981:  Ron Groenewoud (1 wedstrijd)
- 000001989:  Nol de Ruiter (1 wedstrijd)
- 2008–2009:  Johan Neeskens (3 wedstrijden)

## Prominente spelers
Hieronder volgt een selectie van voetballers die uitkwamen voor het Nederlands B-elftal, maar zelden of geen interlands speelden voor het A-elftal.
- Diego Biseswar
- Royston Drenthe
- Ruud Hesp
- Michel Boerebach
- Kevin Hofland
- Siem de Jong
- John van Loen
- Marcel Meeuwis
- Edward Sturing
- Kenneth Vermeer
- John de Wolf
- Gianni Zuiverloon
- Nordin Amrabat